# Olympus
La Olympus Corporation (オリンパス株式会社) è una società giapponese specializzata nelle apparecchiature ottiche, fotografiche e tecnologie biomedicali. Fondata nel 1919, ha la propria sede centrale a Tokyo.
La Olympus ha una storia di grande innovazione nella progettazione di fotocamere e obiettivi insieme a colossi come Nikon e Canon; ha segnato la storia della fotografia con l'introduzione di modelli rivoluzionari, a partire dalla celeberrima Pen, la mezzo formato, fino alla famiglia delle OM (Olympus Maitani) così come le sue compatte.
Nel 1985 fu uno degli sponsor del Team Lotus di Formula 1 e della Scuderia Ferrari tra il 2003 e il 2006.

## Storia

### Gli esordi
La miniaturizzazione dei componenti ed un uso razionale dell'elettronica erano le costanti della filosofia costruttiva della casa giapponese. La Olympus fu fondata nel mese di ottobre del 1919 sul nome di Takachiho Seisakusho, ed era un'industria finalizzata alla produzione di microscopi. Nei primi anni si dedicò esclusivamente alla fabbricazione di strumenti ottici di precisione e nel 1936 presentò al pubblico la sua prima fotocamera denominata "Semi-Olympus" dotata di un obiettivo 75 mm Zuiko a diaframma 4,5 fabbricato dalla stessa casa, e di un otturatore Compur di fabbricazione tedesca. Era in grado di scattare 16 foto in formato 4,5×6 cm su una pellicola 120. La fotocamera era dotata di un soffietto anteriore esattamente come le fotocamere tedesche della Zeiss Ikon.
Nel 1937 venne introdotto il modello Olympus Standard, dotata di telemetro e obiettivi intercambiabili il cui aspetto esteriore ricordava la Contax. Quest'ultima però scattava in formato 4 × 5 cm su pellicola da 127 mm. Questa fotocamera è stata molto importante per la storia della casa giapponese sia per la concezione innovativa sia perché ne furono costruiti soltanto dieci esemplari che oggi sono in mano ai collezionisti, così rara che James McKeown, uno dei più celebri esperti della Guida delle Macchine Fotografiche Antiche e Classiche ha detto che "Si tratta di un modello estremamente raro. Se ne trovate uno in vendita state pronti ad affrontare una battaglia con almeno una dozzina di Samurai per ottenerlo".
L'anno seguente (1938), la Olympus fabbricò il primo modello completamente giapponese dotata di un robusto otturatore Koho che sostituiva il tedesco Compur.
Quando il Giappone entrò in guerra nel 1941 con l'attacco della base americana di Pearl Harbor l'industria giapponese fu costretta ad adattare la produzione allo sforzo bellico e la Olympus si dedicò a produrre strumenti ottici per le armi. Nel 1942 l'industria cambiò il proprio nome in Takachiho Kogaku Kogyo Co. Lt..

### Il secondo dopoguerra
Nel mese di maggio del 1945 un raid delle fortezze volanti della US Air Force distrusse la fabbrica degli otturatori Koho, cosa che rese molto più duro lo sforzo di risollevare l'azienda nel dopoguerra. Durante l'embargo, ad un mese dalla resa del Giappone, a settembre del 1945, la produzione degli otturatori riprendeva.

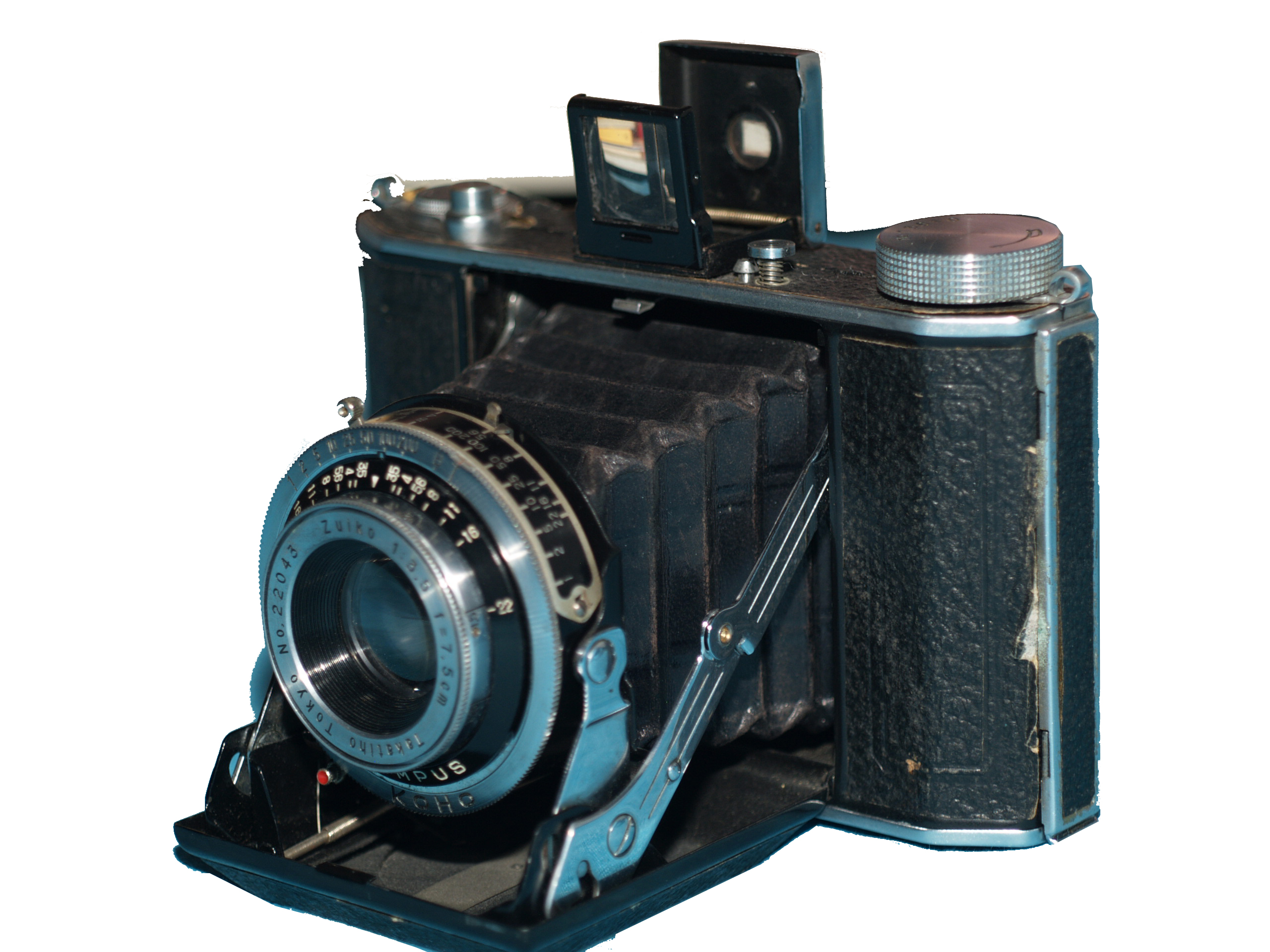
Olympus Six

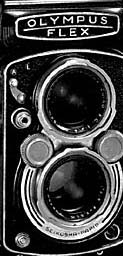
Olympus Flex

Nella primavera del 1946 la Takachiho Co. tornava sul mercato con il modello Olympus Six che utilizzava alcuni pezzi già prodotti prima della guerra. Gli otturatori erano sia Koho sia i nuovi Copal prodotti dalla Copal Koki Co. Il modello Six, con le sue 5 varianti, restò in produzione fino al 1957. Ricordiamo che nel 1949 la fabbrica cambiò la denominazione sociale in Olympus Optical Co. (in giapponese Olympus Kogaku Kogyo), così come oggi la conosciamo.
Nel 1950, Tatsuro Uji della Olympus, che aveva lavorato in collaborazione con il Dr. Hayashida dell'Ospedale Universitario di Tokio, disegnò la prima "gastro-camera", ovvero il primo gastroscopio al mondo che permetteva di realizzare foto all'interno dello stomaco attraverso una sonda grazie alla scoperta delle fibre ottiche.
Il successo delle fotocamere bi-ottica per il formato 120 mm disegnate nel 1929 per la tedesca Frank & Heidecke sulla sua Rolleiflex indusse la Olympus ad attivare un'équipe di lavoro per studiare la possibilità di realizzare un modello simile. Nel 1952 fu presentata la Olympus Flex che fu la prima di questo tipo di tutto il Giappone. Nel 1959 per competere con la Rolleiflex 44 ad esposizione automatica la Olympus lanciò la Eyeflex con fotocellula al selenio, ma solo come prototipo.
Dopo l'embargo la Olympus aveva la necessità di riacquisire credibilità e di riaffermare il marchio per commercializzare le sue fotocamere 35 mm, il formato che adottò in maniera tardiva rispetto agli altri fabbricanti. Nel 1946 iniziarono gli studi ed entro il 1948-49 furono prodotti vari prototipi per il formato 24 × 32 mm, che sembrava il formato ideale per utilizzare il negativo intero e stamparlo senza margini su un foglio da 20 × 25 cm (anche la Nikon I del 1949 usava lo stesso formato). Dal 1949 i modelli Olympus adottarono il 35 mm.

### La cessione del ramo fotografico
Nel terzo millennio, nonostante avesse adottato varie misure per migliorare la struttura dei costi e l’efficienza, la divisione Imaging di Olympus registrava perdite fiscali da anni. In tali circostanze, il 24 giugno 2020 Olympus annuncia la cessione della propria divisione di Imaging a Japan Industrial Partners. Dal 1º gennaio 2021 l'acquisizione di Olympus Imaging da parte del fondo di investimento Japan Industrial Partners è completata, e nasce la nuova denominazione OM Digital Solutions, che si occuperà della produzione e distribuzione di fotocamere mirrorless con obiettivi intercambiabili.
Dopo la cessione del marchio a Japan Industrial Partners, nel mese di Giugno 2021, il marchio ha rafforzato ulteriormente la propria attività in corso presentando il modello PEN E-P7, una fotocamera mirrorless da 20 megapixel con possibilità di fare video in 4K. Il lancio di questo prodotto ha fatto capire ai tanti affezionati utenti che il brand è ancora in attività, seppur con una gestione diversa rispetto al passato.

## Settore biomedicale
Olympus produce apparecchiature per endoscopia, ultrasuoni, elettrocauterizzazione, endoterapia e pulizia e disinfezione.
Il primo endoscopio flessibile al mondo è stato co-sviluppato e prodotto dalla Olympus a Tokyo.
Grazie alla sua gamma completa di prodotti e alla sua reattività alle innovazioni del mercato, Olympus gode di una monopolio virtuale del mercato mondiale degli endoscopi gastro-intestinali. Ha una quota di circa il 70% del mercato globale, il cui valore stimato è di 2,5 miliardi di dollari.
Il 28 settembre 2012, Olympus e Sony hanno annunciato che le due società costituiranno una joint venture per sviluppare nuovi endoscopi chirurgici con risoluzione 4K (o superiore) e funzionalità 3D.

## Settore ottico
Fin dall'inizio, l'azienda è stata un produttore di microscopi e ottiche per esigenze specialistiche, come l'uso medico. Il primo microscopio prodotto si chiamava Asahi.
Attualmente, Olympus è un produttore di microscopi di fama mondiale. Olympus offre una gamma completa di microscopi, che copre applicazioni dall'istruzione e studi di routine fino ai sistemi di imaging di ricerca all'avanguardia, sia nelle scienze biologiche che nella scienza dei materiali.
Olympus Scientific Solutions Americas Corporation è un produttore con sede a Waltham, ed è una consociata di Olympus Corporation.
Olympus produce e vende scanner industriali, rilevatori di difetti, sonde e trasduttori, spessimetri, software di analisi delle immagini, videoscopi industriali, fibroscopi, sorgenti luminose, analizzatori XRF e XRD.

## Settore fotografico

### Modelli di fotocamere

#### Olympus 35 IV (1949)

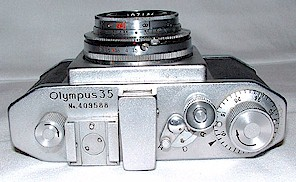
Olympus 35 IV a - Parte superiore

Nel 1949 compare la nuova Olympus 35 IV nata dalla modifica della Olympus 35. La fotocamera è dotata di mirino galileiano e accessoriata con un otturatore centrale Copal che doveva essere pre-tensionato prima dello scatto. Lo spazio lasciato libero dal mirino e la slitta porta-flash, sono le nuove evidenti caratteristiche. Sulla parte superiore, di fronte alla slitta, è posizionato il numero di serie della fotocamera e vi è inciso il nome Olympus 35. Se guardiamo la macchina fotografica di fronte possiamo vedere sulla destra, sul dorso, la scritta MADE IN OCCUPIED JAPAN incisa a pressione sulla pelle. L'obiettivo è uno ZUIKO 3,5/4 cm con diaframmi selezionabili a ƒ/3,5 - ƒ/4 - ƒ/5,8 - ƒ/8 - ƒ/11 e ƒ/16. Il dorso è attaccato al fondo del coperchio e può essere rimosso tutto insieme.

#### Olympus 35 IV a (1953)
Nel 1953 arriva nei negozi la Olympus 35 IV a. I tempi di esposizione adesso vanno da B - 1 a 1/300 s. La vecchia scritta impressa sulla pelle MADE IN OCCUPIED JAPAN è stata cambiata in MADE IN JAPAN. Tutte le altre caratteristiche tecniche sono rimaste immutate.

#### Olympus S Electro Set (1962 – 1963)
Nel 1962 venne introdotta la Olympus S Electro Set. Tale fotocamera era dotata dello stesso corpo della Auto Eye. La finestrella di plastica diventa lunga quanto la fotocamera che è dotata di un esposimetro al selenio e di una messa a fuoco.
Come obiettivo adoperava il G. Zuiko 1:1,8 f=4,2 cm.

#### Olympus SC (1963 – 1965)
Nel 1963 appare, quale unica novità per quell'anno, la Olympus – SC. La fotocamera era molto simile alla Olympus – S ma era dotata di un moderno esposimetro al Cds (Solfuro di Cadmio). Per il funzionamento dell'esposimetro era necessaria una batteria del tipo HD 1,35 V che era alloggiata in un piccolo scomparto nella parte inferiore della fotocamera.
La grande finestra dell'esposimetro dei modelli precedenti si riduce fino ad un piccolo oblò tondo.

#### Olympus 35 LE (1965)
Nel 1965 apparve, in un nuovo corpo, e con un nuovo design della parte superiore, la Olympus 35 LE.
La fotocamera rappresentava un passo avanti nel design con gli angoli che apparivano molto più retti.
Come la Olympus S, la 35 LE era dotata di un esposimetro al Cds (Solfuro di Cadmio) accoppiato con l'otturatore automatico Seikosha-ES.
Questo otturatore permetteva di impostare automaticamente tempi di esposizione da 1/25 a 1/500 s.
Nuovo era anche l'auto-scatto la cui leva era posizionata sulla parte frontale della fotocamera.

#### Olympus 35 LC (1967)
Nel 1967 seguì una fotocamera simile alla Olympus 35 LE, la Olympus 35 LC.
La 35 LC era una fotocamera manuale con esposimetro al Solfuro di Cadmio e mirino di messa a fuoco accoppiato. Per l'esatta esposizione l'ago dell'indicatore della luce doveva essere posizionato tra i due segni aggiustando i tempi ed i diaframmi.
L'indicatore era in una piccola finestra sulla parte superiore, e si vedeva anche attraverso il mirino.
Per le misurazioni spot deve essere pre-selezionato un pulsante sulla parte posteriore della fotocamera.
Sul lato, sotto la leva di riavvolgimento, c'era lo spinotto del flash e un altro era presente nel contatto centrale della slitta portaflash.

### Il mezzo formato
Olympus fu per anni sinonimo di mezzo formato, con fotocamere a pellicola 135 ma con fotogramma 18 × 24 mm, invece del formato Leica 24x36. La serie, denominata Pen (penna per scrivere), fu fabbricata a partire dal 1959 e durò fino agli anni '80, includendo una famosissima versione reflex con ottiche intercambiabili. La stessa Leica, qualche anno prima, aveva provato a fabbricare (in Canada) la Leica 72 (72 è il numero di fotogrammi possibili, su un rullino 135 da 36 pose), ma facendo una gigantesca retromarcia a tutto ciò che aveva ideato e realizzato Oskar Barnack nel 1913; infatti, la produzione fu molto limitata e non ebbe alcun esito commerciale. Al contrario, le Olympus Pen a mezzo formato si diffusero rapidamente, in quanto di costruzione solida e di disegno estremamente compatto. Con un solo rullino si potevano ottenere 72 fotografie. I designers della Olympus avevano "inventato" una fotocamera che chiunque poteva portare con sé comodamente e che poteva essere impiegata senza fatica e senza vibrazioni grazie ai suoi automatismi "con la stessa naturalezza con la quale si usa una penna ", secondo le parole di Eiichi Sakurai.

#### Le fotocamere della serie Pen
- Olympus Pen (1959)
- Olympus Pen S 2.8 (1960)
- Olympus Pen W (1964)
- Olympus Pen S 3.5 (1965)

#### Le fotocamere della serie Pen E
- Olympus Pen EE (1961)
- Olympus Pen EE-S (1962)
- Olympus Pen EM (1965)
- Olympus Pen Rapid EE-D (1965)
- Olympus Pen Rapid EE-S (1965)
- Olympus Pen EE-EL (1966)
- Olympus Pen EES-EL (1966)
- Olympus Pen EE-D (1967)
- Olympus Pen EE-S2 (1968)
- Olympus Pen EE-2 (1968)
- Olympus Pen EE-3 (1973)
- Olympus Pen EF (1981)

#### Le fotocamere della serie Pen D
- Olympus Pen D (1962)
- Olympus Pen D-2 (1964)
- Olympus Pen D-3 (1965)

#### Le fotocamere della serie Pen F
- Olympus Pen F (1963)
- Olympus Pen FT (1966)
- Olympus Pen FT Black (1966)
- Olympus Pen FV (1966)
- Olympus Pen F Microscope (1968)
- Olympus Pen FT Microscope (1969)

### Il sistema OM (Olympus Maitani)

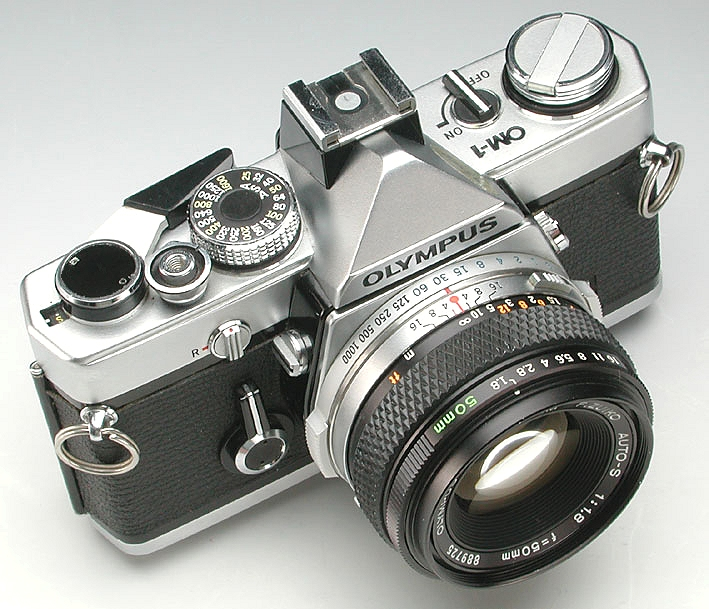
OM-1 (1972)

Per cinque anni gli ingegneri della Olympus, sotto la direzione di Yoshihisa Maitani, lavorarono alla progettazione di un sistema che doveva rivoluzionare il disegno stesso delle fotocamere reflex 35mm dell'epoca, che pian piano avevano assunto dimensioni che allontanavano dal progetto del formato Leica, dal quale derivavano tutte. All'appuntamento Photokina del 1972, vide la luce la Olympus M-1, ribattezzata OM-1 l'anno seguente, a causa delle giuste pressioni della Leitz che aveva già registrato il nome per le Leica M.
Le dimensioni e il peso della OM-1 erano inferiori di circa il 35% rispetto a qualsiasi altra fotocamera di quel tipo, tutti i meccanismi ed i controlli erano stati ridisegnati per eliminare qualsiasi altra complicazione, inoltre il suo funzionamento era estremamente silenzioso, cosa che fu poi seguita da tutti i modelli successivi di casa Olympus.
Prima della serie OM, le altre reflex a pellicola da 35mm, erano dotate di molte funzioni e di vari automatismi, ma erano molto voluminose e pesanti, tanto che se ne perdeva il concetto di versatilità del piccolo formato ideato con la Leica (in confronto al medio formato). Fu allora che la Olympus optò per la miniaturizzazione dei componenti, anche sulle ottiche (che riflettevano molto la disposizione spartana dei comandi delle ottiche Leica-M e Leitz M39 in generale), e fece un ottimo lavoro, anche sulla razionalizzazione dell'elettronica, che nel modello seguente, la OM-2, arrivò ad una soluzione rivoluzionaria di misurazione della luce: la fotocellula posta sul piano focale, la cui superficie rifletteva la luce attraverso l'obiettivo e, in esposizione automatica, la misurazione continua sulla pellicola, invece di passare dal pentaprisma. Questo si rivelò uno dei sistemi migliori nella misurazione TTL, tanto che sulla Leica M6, verrà impiegato un sistema identico.

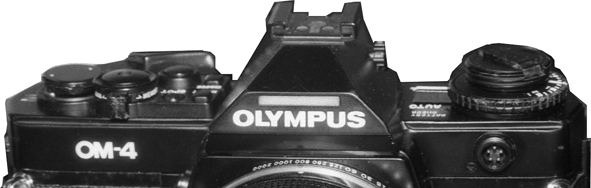
Olympus OM-4

#### Le fotocamere del sistema OM
- Olympus M-1 (1972)
- Olympus OM-1 (1973)
- Olympus OM-1 MD (1974)
- Olympus OM-2 (1974)
- Olympus OM-10 (1979)
- Olympus OM-1N (1979)
- Olympus OM-2N (1979)
- Olympus OM-20 (1983)
- Olympus OM-30 (1983)
- Olympus OM-3 (1983)
- Olympus OM-2 Spot Program (1984)
- Olympus OM-4 (1984)
- Olympus OM-10QD (1984)
- Olympus OM-40 (1985)
- Olympus OM-707 (1986)
- Olympus OM-4Ti Champagne (1987)
- Olympus OM-101 (1988)
- Olympus OM-4Ti Black (1990)
- Olympus OM-3Ti (1995)
- Olympus OM-2000 (1997)

#### Le fotocamere del sistema XA
- Olympus XA (ovetto) (1979)
- Olympus XA-1 (1980)
- Olympus XA-2 (1980)
- Olympus XA-3 (1985)
- Olympus XA-4 (1985)

### Il sistema iS
Nel 1990, ancora una volta, la Olympus ha voluto fare un passo in avanti rispetto a tutti gli altri costruttori, sebbene spinta da esigenze di riconquista del mercato semi-professionale, con l'introduzione della serie IS.
Tale serie, che in Giappone veniva commercializzata con il nome "L", era caratterizzata da un corpo estremamente innovativo, ergonomico e motorizzato ed un'ottica di alta qualità zoom a comando elettronico autofocus.
Le fotocamere di questa serie vennero definite come "bridge", ovvero quel "ponte" di collegamento che tra le «reflex professionali» e le compatte sofisticate.
Com'è tradizione della casa giapponese, furono prodotte due distinte linee: i modelli più avanzati furono denominati iS-1000 (L-1 in Giappone e iS-1 in US), iS-2000 (L-2 in Giappone e iS-2 in US) e iS-3000 (L-3 in Giappone e iS-3 in US); la fascia più economica comprendeva i modelli 100, 200 e 300.

#### Le fotocamere del sistema iS
- Olympus iS-1000 (1990)
- Olympus iS-1000 QD (1992)
- Olympus iS-2000 (1992)
- Olympus iS-2000 QD/DLX (1993)
- Olympus iS-3000 (1993)
- Olympus iS-3000 QD (1993)
- Olympus iS-100 (1994)
- Olympus iS-100 QD (1994)
- Olympus iS-100S (1996)
- Olympus iS-100S QD (1996)
- Olympus iS-200 (1997)
- Olympus iS-200 QD (1997)
- Olympus iS-300 (1999)
- Olympus iS-300 QD (1999)

### Le compatte

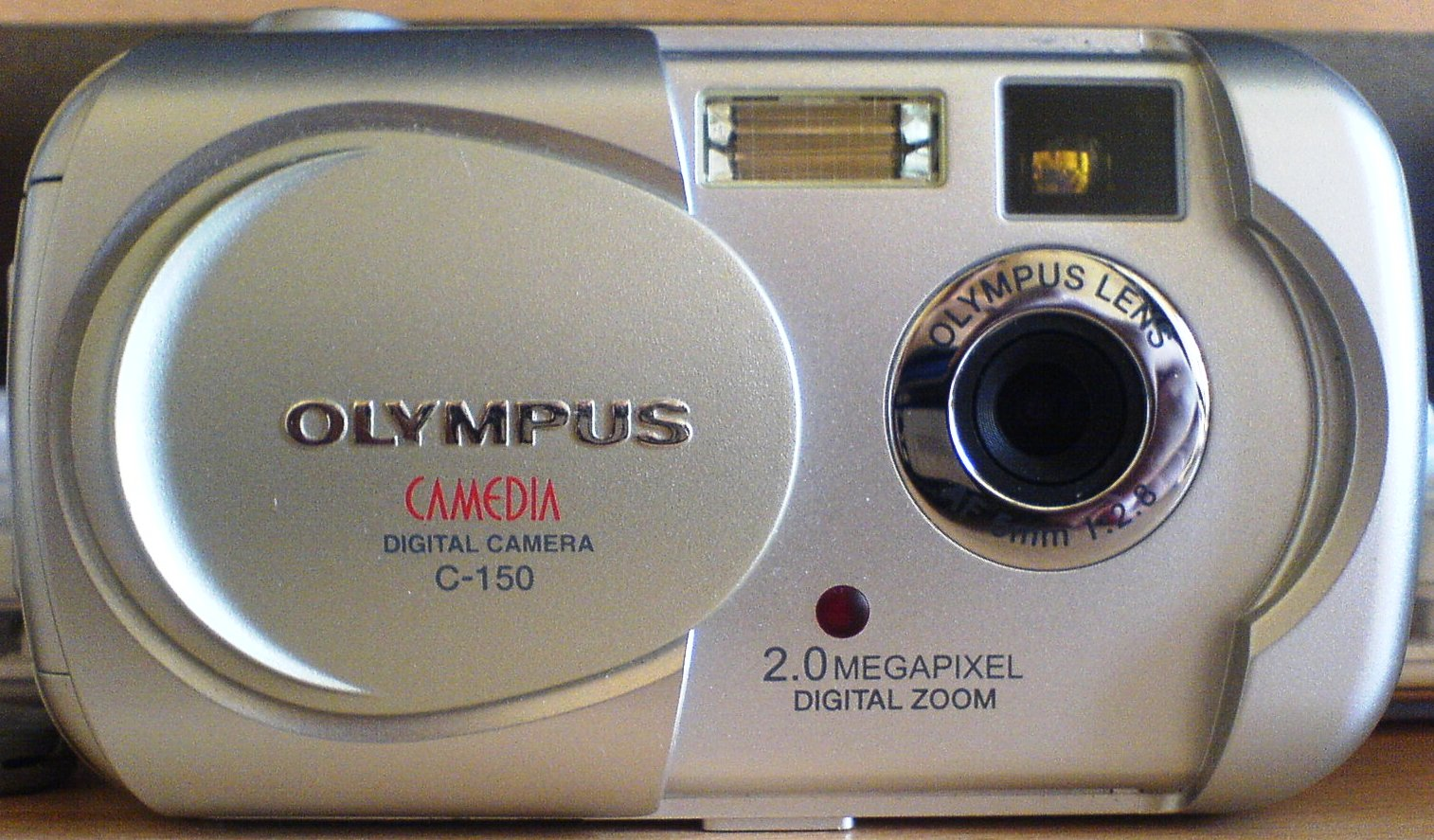
La Olympus Camedia C-150

Anche per le compatte la Olympus ha segnato il cammino da seguire per tutta l'industria fotografica, con modelli dal design compatto e dotate di molteplici automatismi.
La Olympus XA, all'inizio degli anni ottanta, fu adottata come seconda fotocamera da molti fotografi per il fatto che occupava appena più spazio di un portasigari ma era dotata di una grandissima qualità ottica e permetteva di affrontare in sicurezza tutte le situazioni impreviste. Era dotata di un copriobiettivo stilizzato, il cui design è stato adottato da tutta la serie XA e da altri modelli tra i quali la Stylus del 1991, una fotocamera rivoluzionaria con obiettivo da 35 mm f:3,5 e 6 modalità di scatto del flash e dotata di pannello LCD.
La Stylus, per l'eleganza delle sue linee, era la preferita dalle donne.
Nel 1993 fu presentata la Stylus Zoom 35-70 e nel 1997 si fece un altro passo in avanti con la Stylus Zoom 115, che era dotata di un potente zoom da 38–115 mm.
Nello stesso anno fu lanciata la EPIC, una compatta con obiettivo a focale f:2,8 che le permette di fare foto in qualsiasi condizione di luce.

Dopo oltre dieci anni, la linea Stylus continuava ad essere la più venduta delle compatte 35 mm di Olympus, nelle sue versioni EPIC.

#### Modelli di compatte
- Olympus C-150
- Olympus C-2100 UZ
- Olympus C-220 Zoom
- Olympus C-3000 Zoom
- Olympus C-310 Zoom
- Olympus C-350 Zoom
- Olympus Camedia C-700 Ultra Zoom
- Olympus C-730UZ
- Olympus C-740UZ
- Olympus C-750UZ
- Olympus C-765 Ultra Zoom
- Olympus C-770 Movie
- Olympus C-8080 Wide Zoom

### Le fotocamere del sistema E (QuattroTerzi)

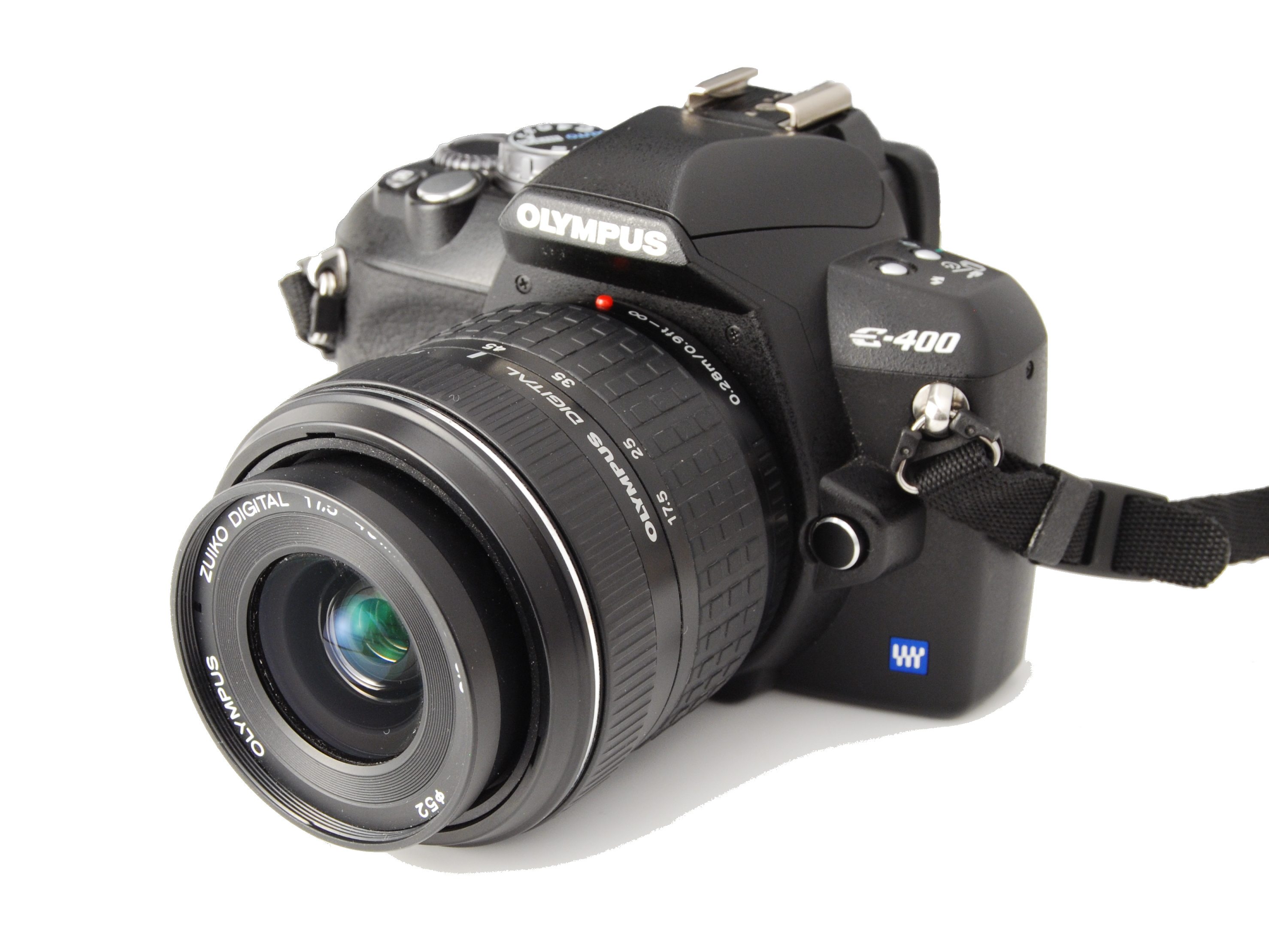
Olympus E-400

Olympus nel 2003 ha messo sul mercato la sua prima reflex digitale (E-1), basata sullo standard Quattro Terzi (Four Thirds), che era stato presentato nel 2002. Questo standard consentirebbe, secondo i progettisti, una ottimizzazione delle prestazioni fotografiche e favorirebbe la realizzazione di corpi macchina e ottiche molto compatti, come nella più classica "tradizione" Olympus.
Per contro la scelta di sensori di immagine così piccoli (17,3 x 13 mm), non favorisce la ripresa di fotografie con elevati valori di sensibilità ISO (1600 - 6400). Colossi come Nikon e Canon (rivali storici di Olympus) hanno optato per sensori "full frame" (a pieno formato 24 x 36 mm), che permettono di raggiungere sensibilità ISO impensabili (fino a 102.400 ISO).
Capostipiti del sistema 4/3 sono state la reflex professionale E-1 con sensore Kodak da 5 mpx a pentaprisma tradizionale e corpo metallico tropicalizzato, la reflex E-300 con sensore da 8 mpx dotata di prisma di Porro la reflex E-500 con sensore da 8 mpx e sistema a pentaspecchio e la E-330, la prima reflex digitale con preview dell'immagine sul display del dorso.
Ad oggi (ottobre 2009) la serie E comprende i modelli E-420 (la reflex digitale più compatta sul mercato), E-520 (con corpo stabilizzato), la E-620, la E-30 (con schermo live-view orientabile), e la professionale E-3, sostituita dalla nuova E-5.

#### Tutte le fotocamere Olympus con sistema Quattro Terzi
- Olympus E-1 (2003)
- Olympus E-300 (2004)
- Olympus E-500 (2005)
- Olympus E-330 (2006)
- Olympus E-400 (2006)
- Olympus E-410 (2007)
- Olympus E-510 (2007)
- Olympus E-620 (2009)
- Olympus E-3 (2007)
- Olympus E-420 (2008)
- Olympus E-520 (2008)
- Olympus E-30 (2008)
- Olympus E-450
- Olympus E-5 (2010)

#### Tutte le fotocamere Olympus con sistema Micro Quattro Terzi
- Olympus E-P1 (2009)
- Olympus E-P2 (2009)
- Olympus E-P3 (2011)
- Olympus E-P5 (2013)
- Olympus PEN-F (2016)
- Olympus E-PL1 (2010)
- Olympus E-PL2 (2011)
- Olympus E-PL3 (2011)
- Olympus E-PL5 (2012)
- Olympus E-PL6 (2013)
- Olympus E-PL7 (2014)
- Olympus E-PL8 (2016)
- Olympus E-PL9 (2018)
- Olympus E-PM1 (2011)
- Olympus E-PM2 (2012)
- Olympus OM-D E-M1 (2012)
- Olympus OM-D E-M5 (2013)
- Olympus OM-D E-M10 (2014)
- Olympus OM-D E-M5II (2015)
- Olympus OM-D E-M10II (2015)
- Olympus OM-D E-M1II (2016)
- Olympus OM-D E-M10III (2017)
- Olympus OM-D E-M10IV (2020)
- Olympus PEN E-P7[4] (2021)